# Quatro de Guildford
Os Guildford Four foram vítimas de crime judicial pelo Reino Unido.
A Inglaterra lançou o Prevention of Terrorism Act de 1974, editado para coibir as atuações do IRA, onde o primeiro grande Ato foi prender quatro irlandeses, e se transformou num dos maiores erros da justiça do Reino Unido. 
Em 5 de outubro de 1974, após uma explosão no Guildford pub, em Londres, Gerry Conlon, Paul Hill, Paddy Armstrong e Carole Richardson, jovens irlandeses, foram presos, torturados, interrogados e condenados à prisão perpétua. Toda a família de Gerry foi presa como cúmplice: o pai Guiseppe, a tia Annie Maguire, seu filho de quatorze anos e seu marido.
Passaram mais de dez anos na prisão, acusados de participação no ataque do IRA, em 1974, contra o "pub" Horse and Groom, de Guildford, nos arredores de Londres. O atentado matou quatro soldados e um civil.
No tribunal, foi descoberto que, entre as provas obtidas mediante procedimento secreto, havia prova da inocência de Gerry Conlon. Essa prova fora surrupiada da defesa, dos autos e do magistrado. Em outubro de 1989, o Tribunal de Apelação de Londres anulou as sentenças dos "quatro de Guildford" devido às dúvidas surgidas sobre as provas obtidas pela Polícia de Surrey (arredores de Londres), utilizadas para condená-los.
Gerry Conlon e Paul Hill não se conformaram com simples indenização (mais de 500.000 libras). Eles começaram a lutar pela publicidade dos processos indenizatórios nos casos de erro judiciário e esperaram pedido de desculpas do governo britânico.
Em junho de 2000, Tony Blair escreveu à esposa de Paul Hill, americana, - aliás filha de Robert Kennedy - uma carta de desculpas pelo erro judiciário. Os outros não receberam desculpa alguma e nenhuma ajuda governamental, fora a indenização (segundo o jornal Guardian, de 6 de junho de 2000).
O primeiro-ministro britânico, Tony Blair, pediu em 9 de fevereiro de 2005, perdão aos chamados "quatro de Guildford", condenados erroneamente por um atentado do IRA, num dos maiores erros da Justiça do Reino Unido.
"É preciso lamentar quando alguém sofre um erro da Justiça. Houve um erro judicial no caso de Gerard Conlon e todos os 'quatro de Guilford', como também de Giuseppe Conlon, Anne Maguire e todos os Maguire", disse Blair. "Reconheço o trauma que a condenação causou aos Conlon e à família Maguire, e o estigma associado incorretamente a eles até o dia de hoje", afirmou.
A anulação somente foi possível depois que uma nova investigação, de outra força policial, a de Avon e Somerset (sudeste da Inglaterra), encontrou erros graves na forma como a polícia de Surrey tratou o caso, pressionada, talvez, por obter resultados em meio a uma intensa campanha terrorista do IRA.